# Calyptra pseudobicolor
Calyptra pseudobicolor là một loài bướm đêm thuộc họ Noctuidae. Nó được tìm thấy ở Ấn Độ. Loài này được Bänziger miêu tả vào năm 1979.